# کالتاگ (آلاسکا)
کالتاگ (به انگلیسی: Kaltag) شهری در ناحیه سرشماری یوکان-کویوکوک ایالت آلاسکا است که جمعیت آن در سرشماری سال ۲۰۰۰ میلادی ۲۳۰ نفر بوده‌است.